# Klubi Sportiv Skënderbeu 2011-2012

## Rosa
| N. |                    | Ruolo | Calciatore        |
| -- | ------------------ | ----- | ----------------- |
| 1  | Albania (bandiera) | P     | Orges Shehi       |
| 2  | Albania (bandiera) | C     | Amarildo Dimo     |
| 3  | Albania (bandiera) | D     | Renato Arapi      |
| 4  | Albania (bandiera) | D     | Endrit Vrapi      |
| 5  | Brasile (bandiera) | D     | Denis             |
| 7  | Albania (bandiera) | D     | Erbim Fagu        |
| 8  | Nigeria (bandiera) | C     | Nurudeen Orelesi  |
| 9  | Albania (bandiera) | A     | Sebino Plaku      |
| 10 | Albania (bandiera) | C     | Bledi Shkëmbi     |
| 11 | Serbia (bandiera)  | P     | Marko Milivojević |
| 12 | Albania (bandiera) | P     | Erjon Llapanji    |
| 14 | Albania (bandiera) | C     | Igli Allmuça      |
| 15 | Albania (bandiera) | D     | Ditmar Biçaj      |
| 17 | Albania (bandiera) | C     | Gjergj Muzaka     |

| N. |                     | Ruolo | Calciatore         |
| -- | ------------------- | ----- | ------------------ |
| 18 | Albania (bandiera)  | C     | Dorian Kërçiku     |
| 20 | Croazia (bandiera)  | C     | Luko Biskup        |
| 21 | Albania (bandiera)  | C     | Grigor Topalli     |
| 22 | Albania (bandiera)  | A     | Daniel Xhafaj      |
| 23 | Croazia (bandiera)  | C     | Davor Bratić       |
| 24 | Albania (bandiera)  | A     | Artnant Tahirllari |
| 31 | Albania (bandiera)  | A     | Mario Kame         |
| 33 | Croazia (bandiera)  | D     | Marko Radaš        |
| 37 | Brasile (bandiera)  | C     | Bernardo Ribeiro   |
| 78 | Serbia (bandiera)   | D     | Ivan Gvozdenović   |
|    | Spagna (bandiera)   | D     | Eloy Robles        |
|    | Slovenia (bandiera) | D     | Almir Sulejmanovič |
|    | Albania (bandiera)  | C     | Krist Arapi        |
|    | Brasile (bandiera)  | C     | Marcos dos Santos  |